# Cratere Alimat
Alimat  è un cratere sulla superficie di Venere.